# 耶莱娜·卡尔莱乌沙
耶萊娜·卡爾萊烏沙（1978年8月17日－）是塞爾維亞歌手與媒體名人。出生於貝爾格勒，16歲時發行首張專輯《Ogledalce》（1995年）開啟音樂生涯，迄今已發行12張錄音室專輯，並在貝爾格勒舉辦過兩場大型個人演唱會：2010年貝爾格勒競技場的「全能天后秀」與2013年烏什切公園的「天后萬歲秀」。2015至2021年間擔任歌唱比賽《Zvezde Granda》評審。德國《Focus》與美國《W》雜誌分別稱她為「塞爾維亞的女神卡卡」與「巴爾幹半島的瑪丹娜」。
其公眾形象因爭議言行、直言不諱的社會政治觀點及與其他公眾人物的頻繁糾紛而備受關注。
2021年起，原本反對亞歷山大·武契奇執政的卡爾萊烏沙轉為其公開支持者，此後因涉及仇恨言論、虛假訊息與政治宣傳的言論廣受譴責。

## 社會運動與慈善
因支持塞爾維亞LGBT權益，卡爾萊烏沙於2010年被同志資訊中心評為塞爾維亞年度女性同志偶像。2017年9月，她以「教母」身份為年度貝爾格勒驕傲遊行揭幕。作為素食主義實踐者，她也積極為動物權益發聲。2018年7月與PETA合作參與反皮草運動。
其他慈善活動包括：
- 2014年東南歐洪災期間連續三日為塞爾維亞避難所提供物資[9]
- 與托西奇參與冰桶挑戰並捐款支持肌萎縮性脊髓側索硬化症研究[10]
- 2015年在薩拉熱窩澤特拉奧林匹克廳為癌症患者慈善演出[11]
- 2018年捐款10萬第納爾予VK Partizan俱樂部用於冬季泳池加溫[12]

### 政治立場
卡爾萊烏沙的政治立場多次轉變。1998年受訪時表達對斯洛博丹·米洛舍維奇的好感；2000年米洛舍維奇下台後轉為讚揚佐蘭·金吉奇的進步主義政策，但承認是在金吉奇遇刺後才認知其價值
卡爾萊烏沙曾支持切多米爾·約萬諾維奇並出席自由民主黨活動。她初期反對亞歷山大·武契奇並支持反政府示威，但2022年轉為支持其連任2021年卡爾萊烏沙支持政府與力拓集團合作的Jadar礦場計劃，無視環保抗議2023年，卡爾萊烏沙批評貝爾格勒校園槍擊案引發的示威活動，參加執政黨塞爾維亞進步黨的集會2023年12月，卡爾萊烏沙稱支持武契奇是因對方協助母親癌症治療
2024年7至9月在波扎雷瓦茨等七城市舉辦被指為政治酬庸的巡演，據報獲30萬歐元公帑2024年12月，卡爾萊烏沙宣布計劃參選塞爾維亞總統，同時稱武契奇「應終身執政」卡爾萊烏沙同月批評學生反腐抗議，主張「大學教育應收費」並呼籲逮捕抗議師生
2024年5月卡爾萊烏沙因蒙特內哥羅民族認同爭議言論（「每個蒙特內哥羅人的祖父都是塞爾維亞人」）導致波德戈里察演唱會取消，其Instagram帳號遭大量檢舉後暫時封禁。11月因針對羅馬尼亞裔政客馬里尼卡·特皮奇的言論遭羅馬尼亞駐貝爾格勒大使館譴責，其暗示少數民族應與塞爾維亞人適用不同標準的言論亦被塞爾維亞保護平等委員會等機構批評為「沙文主義」與「仇恨言論」。

## 外部連結
- karleusa.com
- 耶莱娜·卡尔莱乌沙的Facebook專頁
- 耶莱娜·卡尔莱乌沙的Instagram帳戶
- 耶莱娜·卡尔莱乌沙的X（前Twitter）
- 耶莱娜·卡尔莱乌沙的TikTok
- Jelena Karleuša在互联网电影资料库（IMDb）上的資料（英文）
- 耶莱娜·卡尔莱乌沙的Discogs页面（英文）